# Terence Sanders
Terence Robert Beaumont Sanders (Charleville, 2 giugno 1901 – Dorking, 6 aprile 1985) è stato un canottiere britannico.

## Palmarès

### Olimpiadi
- 1 medaglia:
  - 1 oro (Parigi 1924 nel quattro senza)